# واونیس
واونیس (به فرانسوی: Vaunoise) یک کمون در فرانسه است که در اورن واقع شده‌است.

## خصوصیات
واونیس ۷٫۶۵ کیلومترمربع مساحت و ۱۱۰ نفر جمعیت دارد و ۱۰۹ متر بالاتر از سطح دریا واقع شده‌است.